# Buzz (韓國樂團)
Buzz （韓語：버즈） 是一個南韓搖滾樂隊，於2003年出道。其演唱的抒情搖滾音樂最為人熟知。成員包括金藝浚、尹宇鉉、孫星熙、辛駿基和閔庚勳。

## 成員資料
| 本名   | 本名   | 出生日期/地點              | 團內擔當   |
| 漢字   | 諺文   | 出生日期/地點              | 團內擔當   |
| 金藝浚 | 김예준 | 1981年8月17日 · 首爾特別市 | 隊長、鼓   |
| 尹宇鉉 | 윤우현 | 1981年11月2日 · 首爾特別市 | 吉他       |
| 辛駿基 | 신준기 | 1982年3月9日 · 首爾特別市  | 貝斯       |
| 孫星熙 | 손성희 | 1982年8月11日 · 首爾特別市 | 吉他、鍵盤 |
| 閔庚勳 | 민경훈 | 1984年10月6日 · 首爾特別市 | 主唱       |

## 經歷

### 樂隊的形成
Buzz的歷史可以追溯到1998年。結他手孫星熙從中學開始並開始演奏吉他，並且希望成立一個樂隊，並邀請在鄰校就讀的金藝浚擔任樂團的鼓手。之後的兩年，樂團依然只有吉他手和鼓手，直到他們打聽到了一家AIWON娛樂，孫星熙和金藝浚決定與AIWON娛樂合作，並在該公司遇到了尹宇鉉，最後加入了A1娛樂，之後加入了在地下表演的辛駿基和朴正勳(박정훈)。

Buzz樂隊在2000年成立。這搖滾樂隊並不是由經紀人公司組合而成，而是由個成員們自己創建的一個音樂平台，以供他們發展各自的音樂夢。

2002年主唱朴正勳(박정훈)離開，透過相關人員介紹，加入了主唱閔庚勳。

### 2003－2007年：樂隊的活動期
Buzz在2003年10月11日推出了他們的出道專輯《Morning Of Buzz》，一出道便廣受好評，出道曲〈也許...〉（어쩌면...）和之後推出的〈Monologue〉都榮登音樂榜榜首。

2005年推出第二張專輯《Effect》，主打歌〈膽小鬼〉（겁쟁이）拿下音樂節目三冠王，與接續歌曲〈刺〉（가시）、〈獨自的旅行〉（나에게로 떠나는 여행）相繼在M Countdown拿下冠軍，成為第一位在同一張專輯中有三首歌奪得冠軍的得獎者。〈膽小鬼〉分別在Music Camp和人氣歌謠拿下三冠王，更在M Countdown拿下連五冠。

2006年發行第三張專輯《Perfect》，原本主打歌為〈My Darling〉，但受粉絲批評，大受歡迎的〈不懂男人〉（남자를 몰라）突然被改為主打歌。

2007年5月17日，由於成員服兵役的關係，Buzz暫時解散。在2007年6月25日，Buzz推出了最後一張單曲專輯《愛隨心動Part.2》(사랑은 가슴이 시킨다 Part.2)。

### 解散後的個人活動
閔庚勳和其他團員服役的時間不同，展開了個人活動，轉型為solo抒情歌手。辛駿基擔任了其他樂團的貝斯手；孫星熙則組了新樂團「4th floor (포스 플로어)」。

2010年尹宇鉉與新主唱Nayul(나율)羅燾均組成第二期Buzz，發行專輯《Fuzz．Buzz》。Nayul於2011年離開，2012年尹宇鉉再與新主唱閔大泓(민대홍)組成第三期Buzz，發行專輯《Buzz Return》，閔大泓(민대홍)於2014年離開。

## 音樂作品

### 正規專輯
| 專輯 # | 專輯資料 | 曲目 |
| 1st    | 首張正規專輯《Morning of Buzz》 - 發行日期：2003年10月10日 - 唱片公司：Yejeon媒體 - 語言：韓語 - 格式：CD、磁带 - 韓國銷量：82,399+             | 曲目 1. (也許...) 2. 1st 3. B612 4. The... 5. (愛過之後的愛情) 6. (約定) 7. (某個少女的希望) 8. (好好生活) 9. (滾開！) 10. It's U 11. To.FAN 12. Morning of Buzz                                                                                                   |
| 2nd    | 第二張正規專輯《Effect》 - 發行日期：2005年3月3日 - 唱片公司：Yejeon媒體 - 語言：韓語 - 格式：CD、磁帶 - 韓國銷量：251,733+                     | 曲目 1. (膽小鬼) 2. (懲罰) 3. 1st 4. (謊言) 5. (我獨自的旅行) 6. Funny Rock 7. (不是我...) 8. (刺) 9. (備忘錄) 10. Tomorrow 11. (日記) |
| 3rd    | 第三張正規專輯《Perfect》 - 發行日期：2006年4月24日 - 唱片公司：Yejeon媒體 - 語言：韓語 - 格式：CD、磁帶 - 韓國銷量：118,447+                   | 曲目 1. Intro 2. My Darling (End) 3. My Love (And) 4. (恩人) 5. (弱者的眼淚) 6. (祝你幸福) 7. (不懂男人) 8. (滾開！) 9. (如果大約一年...) 10. (未完禮讚) 11. Reds, go together 12. (不要站在我們的離別前)                                                          |
| #      | 第二期Buzz專輯《Fuzz．Buzz》 - 發行日期：2010年11月16日 - 唱片公司：Loen娛樂 - 語言：韓語 - 格式：CD、數位下載                                  | 曲目 1. 여자가 싫다 (Feat. Venny) 2. 남자를 몰라 3. Buzzing Rock 4. 사랑이 멈춘 시간 (Song By 閔庚勳) 5. 용서에 관한 짧은 필름 6. 거인 (Giant For You) 7. 이별수집가 (Song By 閔庚勳) 8. 나에게로 떠나는 여행 9. 겁쟁이 10. 여자가 싫다 (Radio Ver.) (Feat. Venny) |
| 4nd    | 第四張正規專輯《Memorize》 - 發行日期：2014年11月16日 - 唱片公司：Stone Music、Genie Music - 語言：韓語 - 格式：CD、數位下載 - 韓國銷量：2,236+ | 曲目 1. Memorize 2. Train 3. (再見) 4. (樹木) 5. Good Day 6. (你啊) 7. (影子) 8. (8年後的第一個夏天) 9. (你是我的花) 10. (Original Ver.) 11. Star |

### 迷你專輯
| 專輯 # | 專輯資料                                                                                                  | 曲目 |
| 1st    | 《Be One》 - 發行日期：2017年7月28日 - 唱片公司：Stone Music、Genie Music - 語言：韓語 - 韓國銷量：5,301+ | 曲目 1. Just One 2. (The Love/像不愛了那樣) 3. (Accompany) 4. Tonight 5. (Then, Us)                                         |
| 2nd    | 《15》 - 發行日期：2018年12月14日 - 唱片公司：Stone Music、Genie Music - 語言：韓語 - 韓國銷量：3,572+    | 曲目 1. (Your Name Is) 2. (Missing You/假裝) 3. (Don Quixote) 4. (No One Else But You) 5. (Handfold) 6. (Missing You) inst. |
| 3rd    | 《失去的時間》(잃어버린 시간) - 發行日期：2021年3月10日 - 唱片公司：Stone Music、Genie Music - 語言：韓語 | 曲目 1. (Analogue) 2. (Because It's You) 3. Lighthouse 4. (Rain) 5. (Consolation) 6. (Tomorrow IS)                          |

### 演唱會專輯
| 專輯 # | 專輯資料                                                                                    | 曲目 |
| 1st    | 《Buzz 2006 Live＆Acoustic》 - 發行日期：2006年12月19日 - 唱片公司：Yejeon娛樂 - 語言：韓語 | 曲目 CD1 1. Morning of Buzz 2. Funny Rock 3. 미완예찬 4. 어느 소녀의 희망 5. 가시 6. 남자를 몰라 7. 겁쟁이 8. Rock N' Roll 9. Tomorrow 10. 비망록 11. 은인 12. 어쩌면+모놀로그 13. Whenever Wherever Whatever 14. 활주 15. It's You 16. B612 17. 약속 18. 나에게로 떠나는 여행 19. Reds Go Together CD2 1. 마이달링 2. 거짓말 3. My Love 4. 일기 (Acoustic Ver.) 5. 마이달링 (Inst.) 6. 거짓말 (Inst.) 7. My Love (Inst.) 8. 일기 (Inst.) |

### 數位單曲
| 發行日期       | 歌曲資料 | 曲目                                                                                |
| 2004年8月30日  | 《艱難的愛》(가난한 사랑) - 唱片公司：Yejeon娛樂 - 語言：韓語                                               | 曲目 1. 가난한 사랑                                                                 |
| 2005年11月25日 | 《愛隨心動》(사랑은 가슴이 시킨다) - 唱片公司：Yejeon娛樂 - 語言：韓語                                      | 曲目 1. 사랑은 가슴이 시킨다                                                        |
| 2005年11月25日 | 《離開還有不要再哭了》('떠나' 그리고 '울지마') - 唱片公司：Yejeon娛樂 - 語言：韓語                          | 曲目 1. 떠나 2. 울지마 (ft.김낙싸움닭)                                              |
| 2007年6月25日  | 《愛隨心動Part.2》(사랑은 가슴이 시킨다 Part.2) - 唱片公司：Yejeon娛樂 - 語言：韓語                         | 曲目 1. Intro 2. 사랑은 가슴이 시킨다 Part.2 3. 사랑은 가슴이 시킨다 Part.2 (Inst.) |
| 2012年6月4日   | 第三期Buzz《Buzz Return》 - 唱片公司：Loen娛樂 - 語言：韓語                                                 | 曲目 1. 가슴이 운다 2. 가슴이 운다 (Inst.)                                          |
| 2014年8月8日   | 《八年後的第一個夏天》(8년만의 여름) - 唱片公司：Stone Music、Genie Music - 語言：韓語                      | 曲目 1. 8년만의 여름                                                                |
| 2014年9月22日  | 《Train》 - 唱片公司：Stone Music、Genie Music - 語言：韓語                                                 | 曲目 1. Train                                                                       |
| 2015年4月29日  | 《如果是男人》(남자라면) - 唱片公司：Stone Music、Genie Music - 語言：韓語                                  | 曲目 1. 남자라면 2. 남자라면 (Inst.)                                                |
| 2015年10月20日 | 《Forever Love》 - 唱片公司：Stone Music、Genie Music - 語言：韓語                                          | 曲目 1. Forever Love 2. Forever Love (Inst.)                                        |
| 2015年11月22日 | 《愛隨心動Part.3》(사랑은 가슴이 시킨다 Part.3) - 唱片公司：Stone Music、Genie Music - 語言：韓語           | 曲目 1. 사랑은 가슴이 시킨다 Part.3                                                 |
| 2016年10月30日 | 《你正活著》(넌 살아있다) - 唱片公司：Stone Music、Genie Music - 語言：韓語                                 | 曲目 1. 넌 살아있다 2. 넌 살아있다 (Inst.)                                          |
| 2019年12月20日 | 《聖誕節的夜晚（白色雪花）》(크리스마스의 밤 (하얀 눈꽃)) - 唱片公司：Stone Music、Genie Music - 語言：韓語 | 曲目 1. 크리스마스의 밤 (하얀 눈꽃)                                                 |
| 2021年4月13日  | 《致少年》(소년에게) - 唱片公司：Stone Music、Genie Music - 語言：韓語                                      | 曲目 1. 소년에게                                                                    |

### OST
| 發行日期      | 歌曲資料                    | 歌曲名稱                  |
| 2006年1月27日 | 《火影忍者第二季》OP        | 《滑翔》(활주)            |
| 2006年7月31日 | 《火影忍者第三季》OP        | 《鬥志》(투지)            |
| 2008年3月18日 | 《布里斯托爾遠征記》OP      | 《夢想追尋》(꿈을 찾아서) |
| 2015年1月23日 | KBS 2TV《SPY》OST Code No.3 | 《Hero》                  |

## 大型頒獎禮獲獎獎項
| 名稱               | 獎項               | 作品           | 結果 |
| 2004年             |                    |                |      |
| SBS歌謠大賞        | Rock部門           |                | 獲獎 |
| MKMF頒獎禮         | 最佳組合新人賞     |                | 提名 |
| 2005年             |                    |                |      |
| SBS歌謠大賞        | 本賞               |                | 獲獎 |
| MBC歌謠大賞        | 本賞               |                | 獲獎 |
| KBS歌謠大賞        | 本賞               |                | 獲獎 |
| MKMF頒獎禮         | 最佳搖滾           | 膽小鬼         | 獲獎 |
| MKMF頒獎禮         | 最佳男子組合       | 膽小鬼         | 提名 |
| 金唱片獎           | 本賞               |                | 獲獎 |
| 大韓民國演藝藝術賞 | 搖滾民謠部門歌手獎 |                | 獲獎 |
| 2006年             |                    |                |      |
| SBS歌謠大賞        | 本賞               |                | 獲獎 |
| MKMF頒獎禮         | 年度歌手           |                | 提名 |
| MKMF頒獎禮         | 年度歌手           | 不懂男人       | 提名 |
| MKMF頒獎禮         | 最佳搖滾           | 不懂男人       | 獲獎 |
| MKMF頒獎禮         | 最佳組合           | 不懂男人       | 提名 |
| MKMF頒獎禮         | 海外觀眾賞         |                | 提名 |
| 金唱片獎           | 本賞               |                | 獲獎 |
| 2015年             |                    |                |      |
| Melon Music Awards | Rock部門           | 樹木           | 提名 |
| 2016年             |                    |                |      |
| Melon Music Awards | Rock部門           | 愛隨心動Part.3 | 提名 |
| 2017年             |                    |                |      |
| Mnet亞洲音樂大獎   | 年度歌曲           | 像不愛了那樣   | 提名 |
| Mnet亞洲音樂大獎   | 最佳樂團表演       | 像不愛了那樣   | 提名 |
| Melon Music Awards | Rock部門           | 像不愛了那樣   | 提名 |

## 外部連結
- Buzz的Facebook專頁
- Buzz的V Live專頁（页面存档备份，存于）
- YouTube上的Buzz頻道
- YouTube上的Long Play Music頻道
- Long Play Music的Instagram帳戶